# Дбар, Марина Валентиновна
Марина Валентиновна Дбар (род. 13 ноября 1966, Брянск) — российский государственный и политический деятель. Глава города Брянска и председатель Брянского городского Совета народных депутатов с 26 сентября 2019 года. Руководитель фракции партии «Единая Россия» в Брянском городского Совете, член президиума Совета руководителей фракций партии.

## Биография
Родилась 13 ноября 1966 года в Брянске. Отец — Облецов Валентин Григорьевич, военнослужащий, мать — Серова Евгения Ивановна, учительница. Марина Дбар окончила среднюю общеобразовательную школу № 58 Брянска. По национальности — белоруска.
В 1988 году Дбар окончила Всероссийский заочный финансово-экономический институт по специальности «экономист». В 2000 году окончила Высшую банковскую школу в Москве.
С 1983 по 2016 годы работала в банковской сфере. Она занимала должность бухгалтера Володарского отделения Госбанка и Володарского отделения Промстройбанка и руководящие должности в филиалах предприятий АКБ "Володаркомбанк, АКБ «Электроника», ОАО «Юникорбанк», ОАО КБ «Стройкредит». В 2016—2019 годах была генеральным директором АО «Стрела».

## Политическая деятельность
В 2005—2019 годы Дбар четырежды избиралась депутатом Брянского городского Совета народных депутатов III, IV, V и VI созывов. Во время депутатства Дбар становилась председателем комитета по бюджету, финансам и налогам, а также входила в комитеты по муниципальной собственности и сфере обслуживания и по землепользованию, экологии и благоустройству. С 2012 по 2017 годы Дбар также занимала пост советника Главного федерального инспектора по Брянской области.
С 2014 года по настоящее время Дбар является руководителем фракции «Единая Россия» в Брянском городском Совете народных депутатов. 10 октября 2019 года вошла в президиум Совета руководителей фракций партии «Единая Россия».
В сентябре 2019 года партия «Единая Россия» выдвинула кандидатуру Дбар на должность Главы города Брянск. 26 сентября она была единогласна избрана депутатами городского Совета. Других кандидатов на пост не было. Дбар стала первой женщиной, получившей эту должность.
В 2014 году Дбар стала соучредителем Общероссийского общественного движения «Народный Фронт „За Россию“» в Брянской области[значимость факта?]. В апреле 2020 года она стала инициатором организации волонтёрского штаба в Брянском городском Совете народных депутатов[значимость факта?].

## Награды
В 2011 году Марина Дбар получила медаль «За вклад в развитие г. Брянска» I степени, в 2012 году — почётный знак Губернатора Брянской области «За милосердие» III степени.